# Up! (singolo Shania Twain)
Up! è un singolo della cantante canadese Shania Twain, pubblicato nel 2003 ed estratto dall'album omonimo.

## Tracce
- CD (Europa)

1. Up! (Red Version) - 2:56
2. Forever And For Always (Live From Up! Live In Chicago) - 4:16

## Video
Il videoclip della canzone è stato girato a Madrid.